# Robert Anderson (acteur, 1920-1996)
Pour les articles homonymes, voir Robert Anderson et Anderson.
Ne doit pas être confondu avec Robert Anderson (acteur, 1890-1963).
Robert Anderson (né le 12 juillet 1920 à Casey Township, au Dakota du Nord et mort le 4 janvier 1996  à Desert Hot Springs, en Californie) est un acteur américain.

## Biographie
Robert Anderson est notamment connu pour ses rôles dans les westerns comme Le Gaucher d'Arthur Penn (1958) ou L'Aventurier du Texas de Budd Boetticher (1958) ou encore son rôle de Park Street Jr. dans la série télévisée The Court of Last Resort (en) diffusée en 1957-1958.

## Filmographie partielle

### Au cinéma
- 1949 : The Story of Molly X de Crane Wilbur
- 1949 : Une balle dans le dos (Undertow) de William Castle
- 1952 : Passage interdit (Untamed Frontier) d'Hugo Fregonese
- 1953 : Take Me to Town de Douglas Sirk
- 1953 : L'Équipée sauvage de László Benedek
- 1957 : The Night Runner d'Abner Biberman
- 1958 : Le Gaucher (The Left Handed Gun) d'Arthur Penn
- 1958 : L'Aventurier du Texas (Buchanan Rides Alone) de Budd Boetticher
- 1969 : La Vengeance du Shérif (Young Billy Young) de Burt Kennedy

### À la télévision
- 1957 : The Court of Last Resort (en)